# گمینا پژوو
گمینا پژوو (به لهستانی:  Gmina Perzów) یک گمینا در لهستان است که در شهرستان کنپنو واقع شده‌است. گمینا پژوو ۷۵٫۴۶ کیلومتر مربع مساحت و ۳٬۹۲۵ نفر جمعیت دارد.